# Skyddsängeln

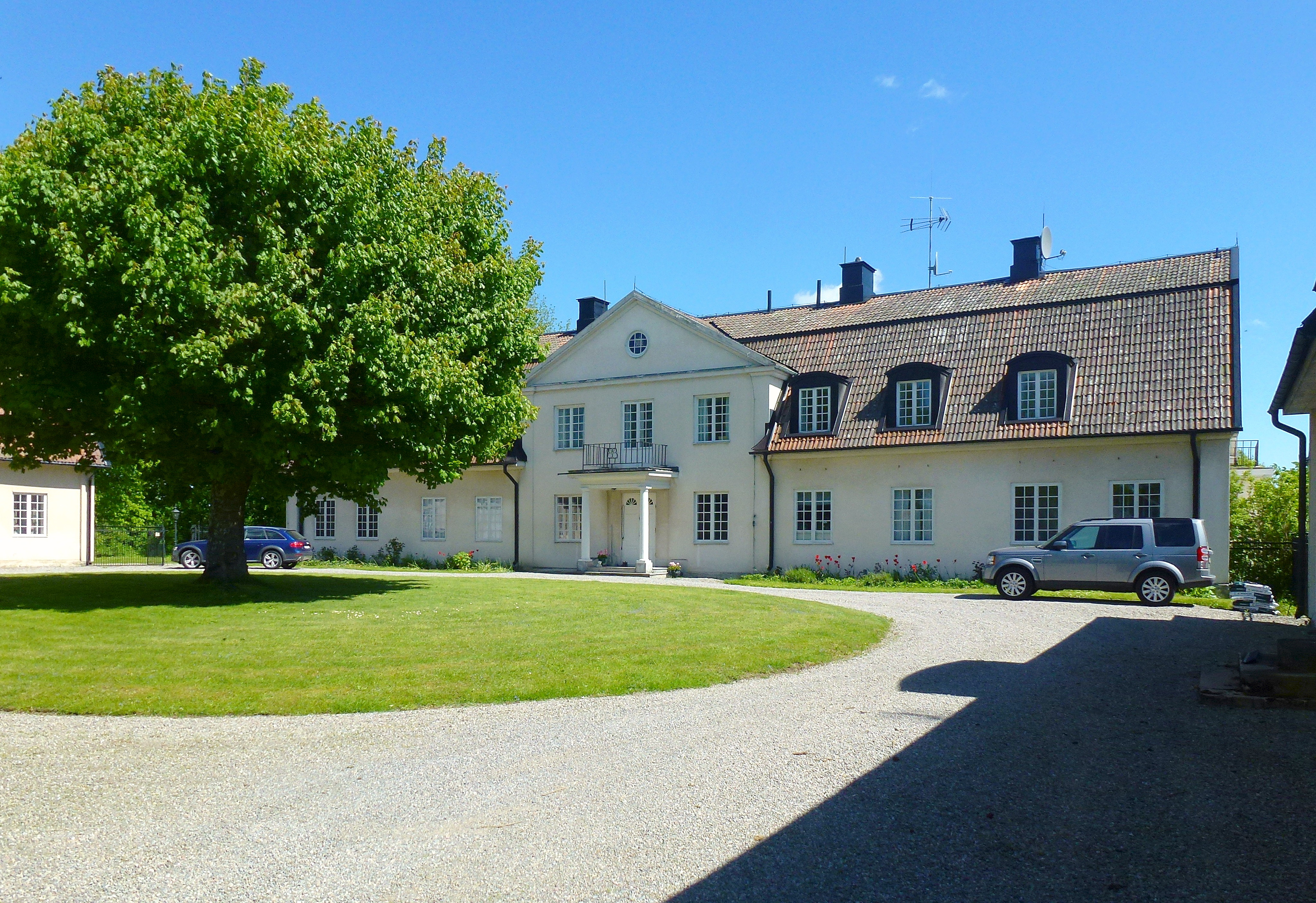
Filmen spelades huvudsakligen in på Körunda säteri.

Skyddsängeln är en svensk dramafilm från 1990 i regi av Suzanne Osten, efter Ricarda Huchs roman Der letzte Sommer (1910). Filmen belönades bland annat med det europeiska filmpriset Felix.

## Handling
Tiden är omkring 1912. Platsen är något söder om Sverige. I ett fiktivt land pågår studentkravaller; ropen på demokrati och störtandet av den gamla regimen ekar. Revolten slås dock brutalt och obönhörligen ned av regimen med inrikesminister Joel Birkman i spetsen. Samtidigt grips upprorsledaren Demodov som fängslas. På honom väntar till hösten rannsakan och dom, sannolikt dödsstraff. Men först ska inrikesministern ha sommarferier på sitt gods på landet, tillsammans med sin närmsta familj och sin nyanställde livvakt, Jacob. Livvakten visar sig dock i hemlighet vara med i den nyss kvästa demokratirörelsen, och hans uppdrag är istället att tvärtom mörda sitt skyddsobjekt.

## Om filmen
Filmen är inspelad vid Körunda säteri strax norr om Ösmo stationssamhälle. Premiären var den 23 februari 1990 och den är tillåten från elva år.
Filmen är inspelad i svartvitt efter Cassavetesmetoden, som är inspirerad av den amerikanske regissören John Cassavetes. Metoden innebär ett stort mått av improvisation utifrån enklare ramhandling eller manus.

## Rollista
- Philip Zandén - Jacob
- Etienne Glaser - Inrikesminister Joel Birkman
- Malin Ek - Livia Birkman, hans hustru
- Björn Kjellman - Welja, Joels och Livias son
- Gunilla Röör - Katja, Joels och Livias dotter
- Lena Nylén - Jessica, Joels och Livias dotter
- Hanna Hartleb - Hanna
- Pia Bæckström - Maria Demodov
- Tuncel Kurtiz - Ivar
- Reuben Sallmander - Konstantin
- Sven Lindqvist - polisministern
- Lars Wiik - sekreteraren
- Christer Flodin - röst
- Rikard Wolff - röst

## Musik i filmen
- Trio, piano, stråkar, D. 929, op. 100, Ess-dur, musik Franz Schubert
- Tannhäuser, text och musik Richard Wagner
- Drums and Bells nr 1-8, musik Sten Källman och Biboul Darouich

## Utmärkelser
- 1990 - European Film Award - bästa kvinnliga biroll, Malin Ek
- 1991 - Guldbagge - bästa kvinnliga huvudroll, Malin Ek
- 1991 - Nordiska filmfestivalen i Rouen - ACOR Award, Suzanne Osten
- 1991 - Nordiska filmfestivalen i Rouen - Publikens pris, Suzanne Osten

Malin Ek har fått pris både för bästa kvinnliga huvudroll och bästa kvinnliga biroll i denna film för samma rollgestaltning.

## DVD
Filmen gavs ut på DVD 2009 och 2015.